# Großbodungen
Großbodungen ist ein Ortsteil der Landgemeinde Am Ohmberg im thüringischen Landkreis Eichsfeld, der nicht zum historischen Eichsfeld gehört.

## Geografie
Der Ort liegt im Tal der Bode, ca. 30 Kilometer von Nordhausen entfernt und ist von sechs weiteren kleinen Dörfern umgeben: Neustadt, Wallrode, Kleinbodungen, Werningerode, Epschenrode und Hauröden. Durch das Ortszentrum fließt der Bode-Nebenbach Hagebach.

## Geschichte
Nördlich des Ortes wurde 1936 der spätrömische Schatzfund von Großbodungen entdeckt, es gibt aber keine Anzeichen einer lokalen Siedlungskontinuität aus dieser Zeit. Großbodungen wurde um 842 gegründet. Schon zur Zeit des salisch-fränkischen Königs Heinrich IV. existierte die Siedlung.
Nördlich vom Ort führte im Mittelalter eine wichtige Ost-West-Straße vorbei, die das Weserumland über Duderstadt mit Nordhausen und dem Südharz verband. Im Ort war wohl deshalb der Sitz eines germanischen Adligen. Es wurde 1186 ein „Herewardus de Bodungen gen. Hans“ erwähnt, der ein Lehensmann der Grafen von Lohra war. Er saß auf einer Burg, die durch Gräben gesichert war und der auf einer kleinen Terrasse links des Hauröder Bachs aus dem Ohmgebirge das Wasser der Bode zufloss. Von dieser mittelalterlichen Burg sind der Turm, Tonnenkeller und Sockelgeschoss der kompletten Anlage erhalten. Zusammen mit dem späteren Fachwerkaufbau stellt sie heute noch eine kleine Herrenburg dar. Mit der „Festung“ kontrollierte man damals die genannte Straße. Diese Burg wurde im Bauernkrieg nicht zerstört.

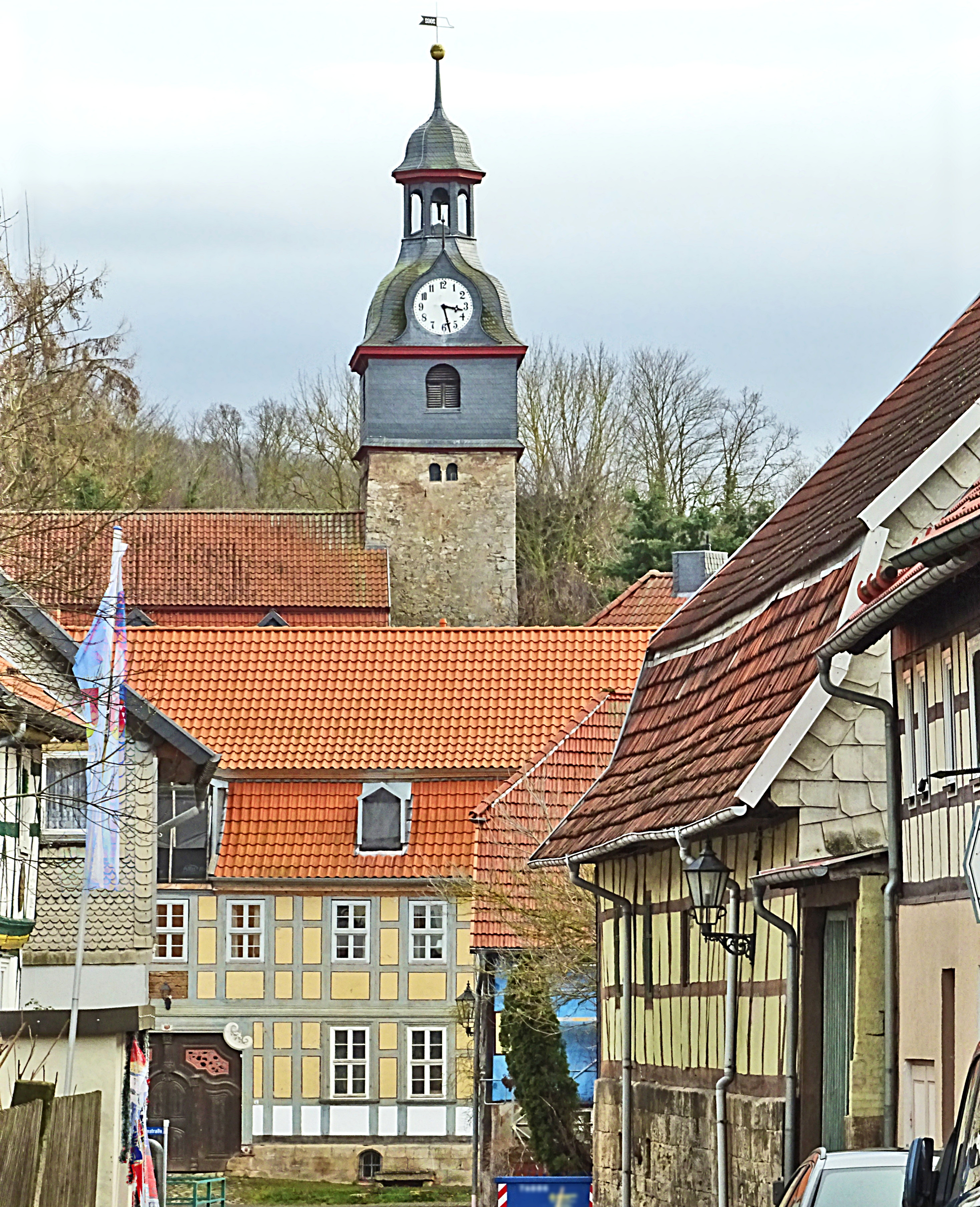
Kirchblick

1124 wurde Großbodungen erstmals urkundlich erwähnt. Bis 1307 war es Bestandteil der Grafschaft Lohra, danach der Grafschaft Honstein, ab 1461 Amtsbezirk mit den Amtsdörfern Hauröden, Wallrode und Kraja. 1593 ging der Ort als kursächsisches Lehen an die Grafen von Schwarzburg-Sondershausen und 1664 erhielt der Ort das Marktrecht, jährlich wurden drei Kram- u. Viehmärkte abgehalten. Die Existenz des Löschwesens in Großbodungen kann durch eine Reparaturquittung der Löschspritze aus dem Jahr 1719 belegt werden. Von 1815 bis 1945 gehörte der Ort zu Preußen (Provinz Sachsen, Regierungsbezirk Erfurt), 1894 war es Sitz eines Amtsgerichts. 1911 erhielt Großbodungen einen Anschluss an das Eisenbahnnetz (Bahnstrecke Bleicherode–Herzberg). Der Architekt des Bahnhofsgebäudes war Regierungsbaumeister Alois Holtmeyer.
1912 wurde die neue Schule als 5-Klassenschule eingeweiht, 1918 der erste Kindergarten eröffnet.
1939 mussten 30 Zwangsarbeitskräfte aus Polen und der Ukraine im Sägewerk Krause und bei Bauern arbeiten. Mehr als 20 Frauen und Männer mussten in Wallrode Zwangsarbeit leisten
1961 wurde die Schule zur zehnklassigen Polytechnischen Oberschule erweitert, 1983–1984 wurde eine neue Turnhalle gebaut und ein Schulanbau errichtet. Ab diesem Zeitpunkt wurden in Großbodungen Schüler aus Neustadt, Neubleicherode, Steinrode I und II, Wallrode und Großbodungen unterrichtet.
Bei einem Feuergefecht mit den aus Richtung Bischofferode einrückenden Amerikanern am 10. April 1945 fielen drei junge deutsche Soldaten am Waldrand nördlich von Großbodungen. Sie wurden auf dem Ortsfriedhof beigesetzt.
Am 1. Dezember 2010 wurde Großbodungen mit den Gemeinden Bischofferode und Neustadt zur Gemeinde Am Ohmberg zusammengeschlossen und verlor damit seine Eigenständigkeit.

### Einwohnerentwicklung
Entwicklung der Einwohnerzahl (31. Dezember):
| Jahr | Einwohner |
| ---- | --------- |
| 1885 | 1.068     |
| 1933 | 1.436     |
| 1939 | 1.499     |
| 1994 | 1.601     |
| 1995 | 1.579     |

| Jahr | Einwohner |
| ---- | --------- |
| 1996 | 1.587     |
| 1997 | 1.581     |
| 1998 | 1.549     |
| 1999 | 1.547     |
| 2000 | 1.526     |

| Jahr | Einwohner |
| ---- | --------- |
| 2001 | 1.541     |
| 2002 | 1.532     |
| 2003 | 1.523     |
| 2004 | 1.511     |
| 2005 | 1.512     |

| Jahr | Einwohner |
| ---- | --------- |
| 2006 | 1.464     |
| 2007 | 1.440     |
| 2008 | 1.429     |
| 2009 | 1.402     |
| 2016 | 1.235     |

Am 31. Dezember 2016 lebten in Großbodungen (ohne Ortsteil Wallrode) 1235 Menschen, davon 606 Männer, 620 Frauen und 17 Ausländer.
Datenquelle (ab 1994): Thüringer Landesamt für Statistik 

## Kultur und Sehenswürdigkeiten

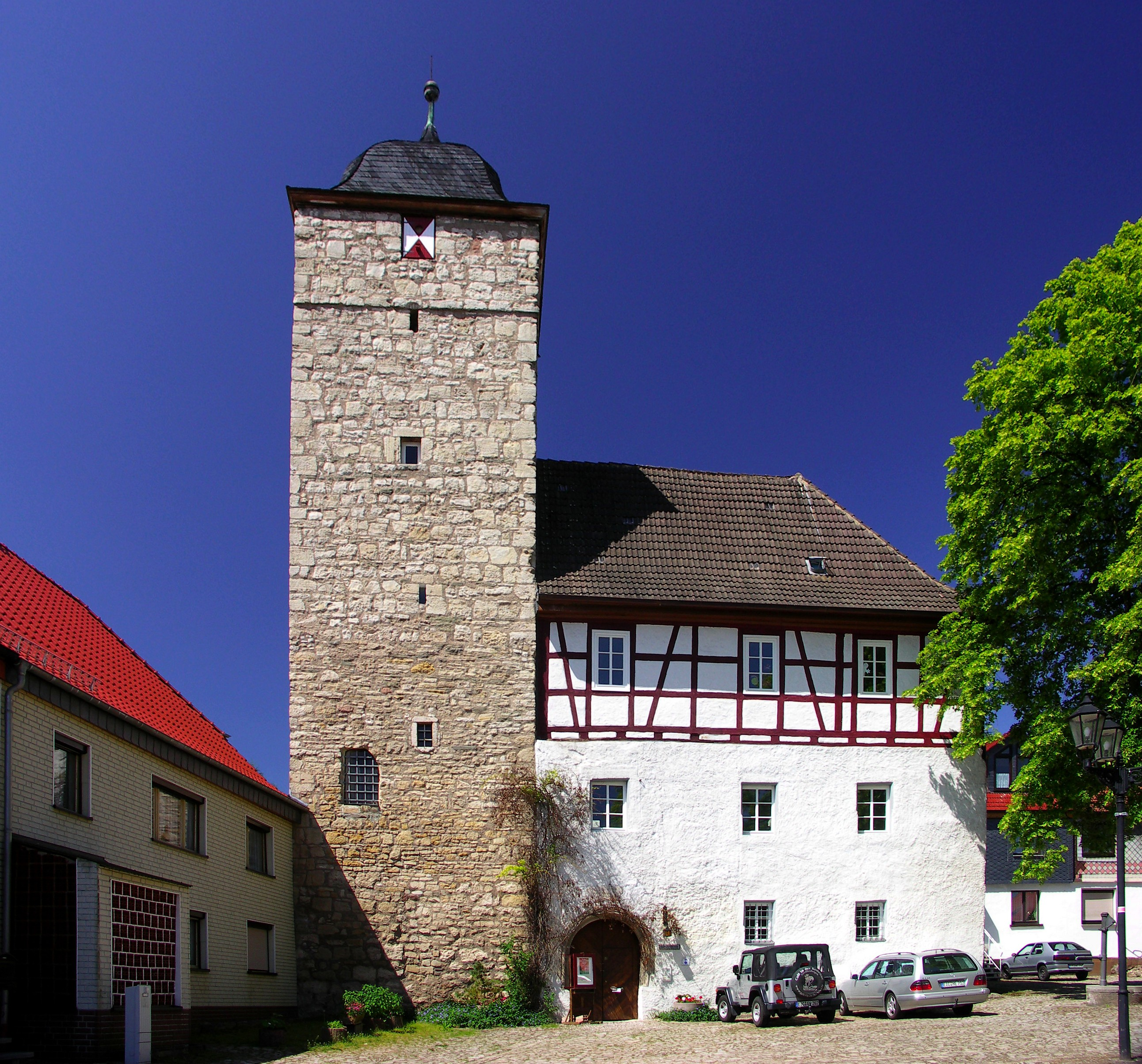
Burg Großbodungen mit Wartturm

Die Kemenate Großbodungen

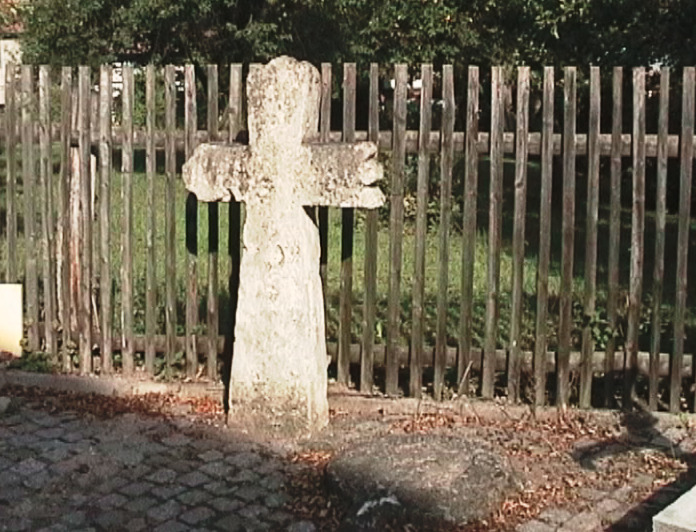
Historisches Steinkreuz in Großbodungen

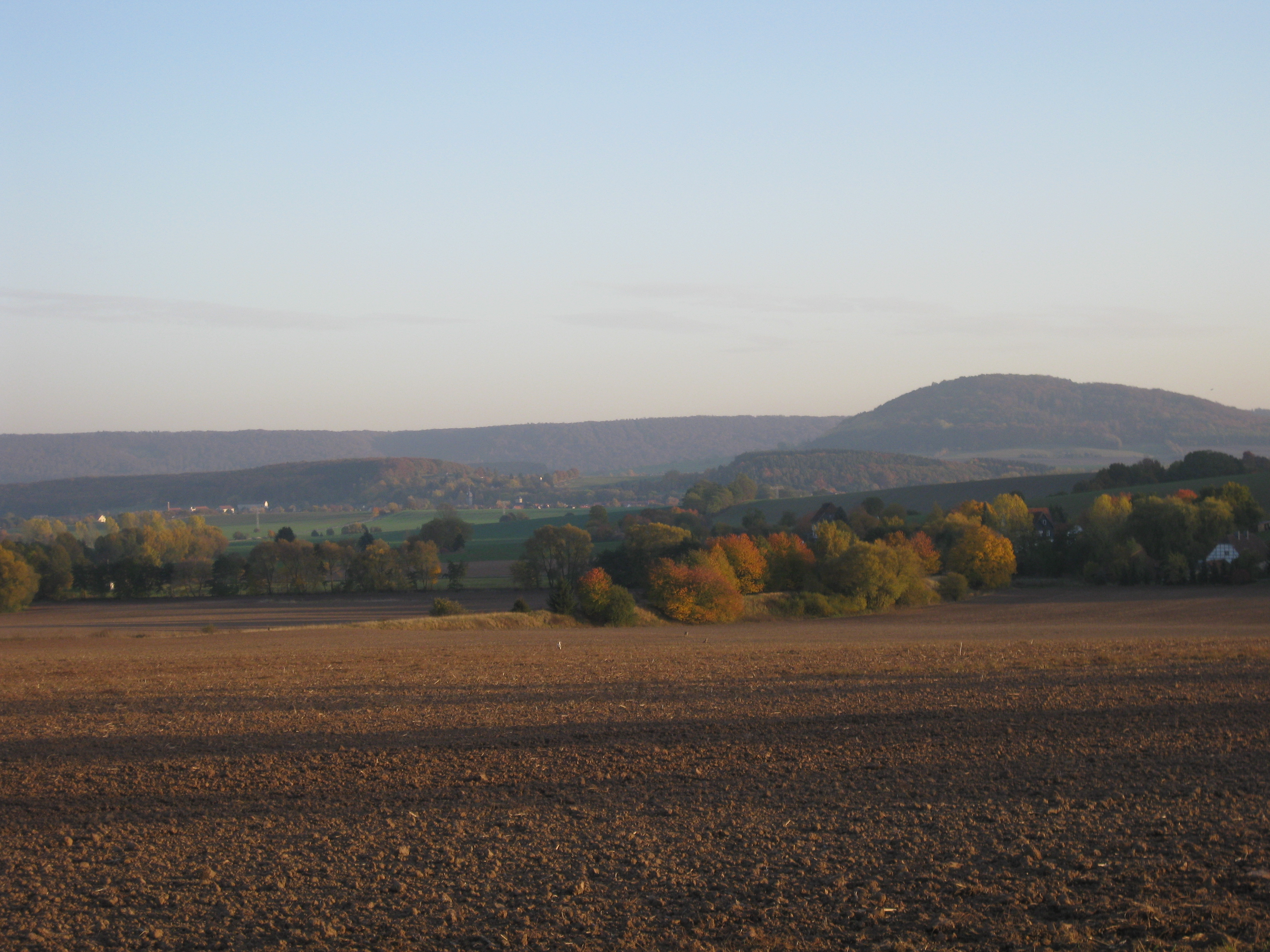
Bleicheröder Berge mit Hasenburg

### Burg
Die Burg Großbodungen entstand im 13. Jahrhundert. Diese wurde als Wasserburg errichtet, aber später wurden die Gräben zugeschüttet, so dass sie heute am Haynröderbach liegt.
Seit 1994 befindet sich die Burg in Privatbesitz.

### Kemnot
Die Kemnot ist abgeleitet von Kemenate und bedeutet Frauengemach. In der Kemnot wurden Lebensmittel für die Bewohner und Futter für das Vieh aufbewahrt, für den Fall, dass eine Not kam. Die Kemnot bzw. Kemenate Großbodungen ist ein Fachwerkbau aus dem 17. Jahrhundert.
In der Kemenate Großbodungen befand sich von 2005 bis 2018 die „Galerie in der Burg“ und ein Café mit Kaffeegarten.

### Kirche
Im Turm der ev. Petrikirche Großbodungen hängt die älteste Kirchenglocke Thüringens aus dem Jahre 1333.

### Amtshaus
In dem historischen Amtshaus befindet sich heute die Verwaltung, eine Polizeistation und ein Museum. Erbaut wurde das Fachwerkgebäude um 1460 und beherbergte zunächst eine Schenke. Später wurde die Verwaltung des Amtes Großbodungen, welches zum Fürstentum Schwarzburg-Sondershausen gehörte, vom Schloss in dieses Gebäude verlegt. In preußischer Zeit befand sich von 1879 bis 1932 hier das Amtsgericht Großbodungen mit angrenzendem Gefängnis.
Das Dorfmuseum beinhaltet eine umfangreiche Sammlung von Alltagsgegenständen aus unterschiedlichen Zeitepochen bis zur DDR-Zeit. Gezeigt werden Dinge des täglichen Lebens aus Haushalt, Landwirtschaft, Handwerk und Schule. Dazu kommen Dokumente der örtlichen Zeitgeschichte und der Bewohner. Besichtigt werden kann auch ein altes Gefängnis des ehemaligen Amtsgerichtes Großbodungen. Geöffnet ist das Museum zu bestimmten Anlässen und auf Anfrage.

### Haus Schötensack
Historisches Handelshaus in Fachwerkbauweise.

### Hasenburg
Die Hasenburg, auch Asenberg oder Asenburg genannt, war eine bedeutende Reichsburg auf dem gleichnamigen Berg im östlichen Landkreis Eichsfeld, südlich von Großbodungen.

## Persönlichkeiten

### Söhne und Töchter der Gemeinde
- Johann Zacharias Hartmann (1695–1742), Jurist, Hochschullehrer, Kurfürstlich Braunschweig-Lüneburgischer und Königlich Großbritannischer Hof- und Kanzleirat
- Karl Eckardt (1896–1953), Wirtschaftsfunktionär und von 1937 bis 1941 NSDAP-Gauwirtschaftsberater im Gau Hessen-Nassau
- Siegfried Stock (* 1949), Politiker
- Werner Buse (* 1950), Politiker (Die Linke) und ehemaliges Mitglied im Thüringer Landtag

### Personen, die vor Ort gewirkt haben
- Hans von Berlepsch (1531–1593), Herr auf Großbodungen
- Thomas Billeb (ca. 1617–1687), Amtmann in Großbodungen und Erbauer der Kemnot.
- Johann Wulbrand Reiche (1631–1679) Jurist, braunschweig-lüneburgischer Landsyndikus und Konsistorialrat sowie Besitzer der Kemenate
- Johann Friedrich Wackerhagen (1681–1747),  schwarzburgischer Hofrat und Oberamtmann zu Großbodungen bis etwa 1713 sowie Besitzer der Kemnot.
- Justus Ludwig Schlemm (1686–1745), etwa 1714 bis 1719 Amtmann in Großbodungen
- Wilhelm Ludwig Steinbrenner (1759–1831) war hier Superintendent.
- Carl Duval (1807–1853), Schriftsteller, Maler und Lithograf aus Nordhausen, lebte einige Jahre in der Kemnot.
- Raban Graf von Westphalen (1945–2025), Hochschulprofessor, lebte 25 Jahre in Großbodungen und restaurierte mit seiner Ehefrau Gerlinde Burg und Kemenate Großbodungen
- Günter Birr (* 1948), ehemaliger Fußballspieler, spielte bei Traktor Großbodungen.
- Gerlinde Gräfin von Westphalen (* 1966), Publizistin und Galeristin, der von 1998 bis 2018 bestehenden Galerie in der Burg Großbodungen

## Verkehr
Der Bahnhof Großbodungen lag an der Bahnstrecke Bleicherode–Herzberg, die seit 2001 stillgelegt ist.